# Speedwell Island
Speedwell Island (span.: Isla Águila) ist eine der Falklandinseln. Die Insel liegt südwestlich von Ostfalkland im Falklandsund und hat eine Fläche von 51,5 km². Der ursprüngliche Name der Insel war Eagle Island (deutsch Adlerinsel). Die Meerenge, die sie von Ostfalkland trennt, heißt heute noch Eagle Passage.

## Geographie
Die Insel ist die größte und nördlichste der Speedwell-Gruppe, zu der auch George Island, Barren Island und Annie Island gehören. Sie ist flach und besitzt im Inneren mehrere Teiche. Ihre Küste besteht aus Geröllstränden und Sandbuchten. Speedwell Island wird seit mehr als hundert Jahren als Schafweide genutzt. Die Küstengebiete im Süden sowie die Inselmitte sind durch Überweidung stark erodiert.

## Fauna
Auf Speedwell Island gibt es keine Ratten, was der reichhaltigen Vogelwelt zugutekommt. Es wurden vierzig Arten gezählt, darunter Singvögel wie der endemische Falklandzaunkönig (Troglodytes cobbi). Die Teiche bieten zahlreichen Wasservögeln einen Lebensraum. Eselspinguine brüten in vier Kolonien mit zusammen über 2.200 Paaren. Die Speedwell-Gruppe wird von BirdLife International als Important Bird Area (FK016) ausgewiesen.
An der Eagle Passage gibt es eine Kolonie der Mähnenrobbe, die jährlich etwa 90 Jungtiere hervorbringt. Auch der Südliche See-Elefant besucht die Insel.

## Geschichte
Am 8. Februar 1813 kam es vor der Insel zum Schiffbruch der britischen Isabella. Am 5. April wurden die Überlebenden vom amerikanischen Robbenfänger Nanina unter Kapitän Charles Barnard entdeckt und gerettet. Während Barnard mit drei Männern an Land war, um die Proviantvorräte aufzufrischen, bemächtigten sich die Briten des Schiffs und ließen die Amerikaner auf der Insel zurück. Diese mussten hier zweimal überwintern, bevor sie im November 1814 gerettet wurden.